# The Arc of Tension
The Arc of Tension ist das sechste Studioalbum von Oliver Koletzki. Es ist den Genres Electronic, Deep House, Progressive House, Tech House und Techno zuzuordnen. Es wurde beim Label Stil vor Talent aufgelegt und erschien am 19. Mai 2017.

## Titelliste
1. A Tribe Called Kotori
2. By My Side
3. Tankwa Town
4. Byron Bay
5. Spiritual But Not Religious
6. A Star Called Akasha
7. Through The Darkness
8. Planetarium
9. They Can’t Hold Me Back
10. Iyewaye
11. Chaturanga
12. Power To The People
13. The Day We Leave Earth

## Cover
Das Cover zeigt ein mit Symbolen und Gegenständen dekoriertes, dystopisches Bauwerk. Die Schriftzüge enthalten aus Sternen und Sternenbildern geformte Buchstaben.

## Rezeption
„The Arc of Tension ist Koletzkis sechstes Album und beeindruckend ekstatisch. Kein stumpfes Techno-Wummern, sondern eine tiefliegende Sehnsucht nach einer niemals endenden elektronischen Weltreise.“